# بيفيرفايك
بيفيرفايك Beverwijk  هي مدينة وبلدية بمقاطعة شمال هولندا، هولندا.

## طوبوغرافيا
خريطة طوبوغرافية هولندية لبلدية بيفيرفايك، يوليو 2013، (تقرأ بعد ثلاث نقرات على الخريطة).

## توأمة
لبيفيرفايك اتفاقيات توأمة مع:
- نويفيد

## أعلام
- كيز لوكس
- باول دي لانغ
- ديلان جورج
- ميشيل دوسبيرج
- جيزا فرد
- أنس ديكر